# Solanum carolinense
Espèce
Solanum carolinense est une espèce de plantes herbacées du genre Solanum de la famille de Solanaceae, originaire des États-Unis.
Cette plante est un des hôtes secondaires du doryphore de la pomme de terre.